# Rize (provincie)
Rize je turecká provincie na jižním pobřeží Černého moře. Jejím hlavním městem je Rize. V roce 2018 měla 348 000 obyvatel. Má rozlohu 3 920 km². Provincie byla dříve známá pod názvem Lazistán, který byl zakázaný Kemalisty v roce 1926. Žijí v ní Lazové, Turci, Hemşini, Gruzíni a zbytková populace muslimských Pontských Řeků (Rumové). Pravoslavní Pontští Řekové a Arméni byli z oblasti vyhnáni při Řecké a Arménské genocidě a událostech s nimi souvisejících.

## Etymologie
Jméno Rize pochází z řeckého ρίζα (riza), v překladu „horské svahy“. Lazský (რიზინი, Rizini), gruzínský (რიზე, Rize) i arménský (Ռիզե, Rize) název města a provincie mají všechny svůj původ v řeckém originálu.

## Administrativní členění
Rizenská provincie se dělí na 12 distriktů:
- Ardeşen
- Çamlıhemşin
- Çayeli
- Derepazarı
- Fındıklı
- Güneysu
- Hemşin
- İkizdere
- İyidere
- Kalkandere
- Pazar
- Rize